# 祈り (松山千春の曲)
「祈り」（いのり）は、松山千春が2006年11月1日にリリースした59枚目のシングルである。

## 解説
表題曲「祈り」は、朝日放送『ホップ!ステップ!シャンプー!』のエンディングテーマとして使用された。

## 収録曲
| 全作詞・作曲: 松山千春、全編曲: 夏目一朗。 |                                    |          |            |      |
| #                                          | タイトル                           | 作詞     | 作曲・編曲 | 時間 |
| 1.                                         | 「祈り」                           | 松山千春 | 松山千春   | 5:00 |
| 2.                                         | 「月あかり」                       | 松山千春 | 松山千春   | 4:31 |
| 3.                                         | 「祈り」(オリジナル・カラオケ)     | 松山千春 | 松山千春   | 5:00 |
| 4.                                         | 「月あかり」(オリジナル・カラオケ) | 松山千春 | 松山千春   | 4:28 |
| 合計時間:                                  | 合計時間:                          | 18:59    |            |      |